# José Francisco de Lanz y Rolderat
José Francisco de Lanz y Rolderat (n. San Juan Bautista, Tabasco, México, 4 de octubre de 1839 - San Juan Bautista, Tabasco, México, 18 de marzo de 1881) fue un agricultor y político mexicano que ocupó varios cargos en el servicio público llegando a ser en dos cortos lapsos Gobernador del estado mexicano de Tabasco, la primera en forma interina y la segunda en forma Constitucional.
Durante las elecciones para gobernador constitucional del estado que se realizaron en mayo de 1877 resultaron elegidos el Dr. Simón Sarlat Nova para Gobernador y para Vicegobernador Francisco de Lanz y Rolderat, ocupando sus respectivos cargos a partir del 1 de junio de ese mismo año.

## Gobernador de Tabasco

### Gobernador interino
José Francisco de Lanz fue gobernador interino de Tabasco en el año de 1879 cuando el entonces Gobernador Simón Sarlat Nova solicitó licencia por un mes para viajar a la Ciudad de México. Por lo que a partir del 30 de septiembre y hasta el 30 de octubre Lanz cubrió la ausencia del gobernador en forma interina. 

### Gobernador Constitucional
En 1880 se realizaron elecciones para gobernador del estado, resultando electo José Francisco de Lanz, quien tomó posesión del cargo el 1 de enero de 1881. Sin embargo, solo estuvo en funciones hasta el 18 de marzo, en virtud de su fallecimiento.
Durante el corto tiempo que desempeñó el cargo, le correspondió inaugurar el 2 de enero de 1881, el servicio telegráfico entre la capital de la República y San Juan Bautista. También le tocó inaugurar el nuevo palacio del Poder Legislativo, construido donde estuvo el cuartel El Principal, el cual había sido destruido durante el asalto liberal contra las tropas francesas del 11 al 27 de febrero de 1864. También, Francisco de Lanz sugirió la construcción de un palacio de gobierno, pero su propuesta quedó trunca debido a su imprevisto fallecimiento.